# Arthur Dobat
Arthur Dobat (* 6. April 1939) ist ein ehemaliger deutscher Fußballspieler. Für den Karlsruher SC hat der Offensivspieler in der Fußball-Bundesliga von 1965 bis 1968 72 Spiele absolviert und 16 Tore erzielt.

## Karriere

### Oberliga und Regionalliga Nord, bis 1965
Arthur Dobats fußballerische Entwicklung fand beim ETSV Kirchweyhe im Landkreis Diepholz statt. Mit 19 Jahren gewann er mit den Eisenbahnern die Meisterschaft in der Verbandsklasse Bremen und stieg mit seiner Mannschaft in die Amateurliga Bremen auf. Mit dem Aufsteiger erreichte er 1958/59 den 12. Rang und erreichte in den Spielen um den Roland-Pokal den Einzug in das Finale. Das wurde am 8. August 1959 mit 0:6 gegen die Amateure von TuS Bremerhaven 93 verloren. Als Dobat in der zweiten Runde mit dem ETSV aus der Amateurliga abstieg, debütierte er aber am 3. Oktober 1959 in der Landesauswahl Bremen im Spiel gegen Hessen im Wettbewerb um den Länderpokal. Bei der 1:3-Niederlage war er auf Halblinks im Einsatz gewesen, Max Lorenz zeichnete sich als rechter Außenläufer aus und das Bremer Tor wurde von dem Werder-Amateur Klaus Lambertz gehütet. Der hoffnungsvolle Offensivspieler schloss sich zur Runde 1960/61 dem Bremer SV an.
In der Saison 1960/61 feierte der Offensivspieler mit dem Bremer SV die Meisterschaft in der Bremer Amateurliga. In der Aufstiegsrunde zur Fußball-Oberliga Nord brachte im Entscheidungsspiel am 10. Juni 1961 gegen den punktgleichen SV Arminia Hannover vor 12.000 Zuschauern am Hamburger Millerntor ein 4:1-Erfolg den Aufstieg für die Blau-Weißen vom Stadion Panzenberg zustande. Dobat erzielte dabei zwei Tore. Arminia Hannover war mit Lothar Ulsaß, Joachim Thimm und Gerhard Elfert im Innensturm dabei angetreten. Dobat debütierte in der Saison 1961/62 am Starttag der Runde, am 6. August 1961, mit einer 0:4-Heimniederlage, auf Halblinks im damals überwiegend praktizierten WM-System, gegen den FC St. Pauli mit dem BSV in die Oberliga. Unter Trainer Erich Hänel absolvierte der laufstarke Techniker mit Torgefahr alle 30 Rundenspiele und erzielte sechs Tore. Zum Ende der Saison stand Dobat mit den Bremern auf einem Abstiegsplatz. Er wechselte zur letzten Runde der alten erstklassigen Oberligaära, 1962/63, zum VfB Oldenburg. Der Neuzugang vom BSV debütierte beim VfB am ersten Rundenspieltag, den 19. August 1962, mit zwei Toren gegen die Gäste von Holstein Kiel. Die „Störche“ gewannen aber das Spiel mit 4:2 Toren. Er bestritt unter Trainer Kurt Koch und an der Seite der Mitspieler Burghard Rylewicz, Klaus Forbrig und Helmut Mrosla alle 30 Oberligaspiele der auf dem zwölften Platz landenden Oldenburger und schoss dabei zwölf Tore.
Nach Gründung der Bundesliga 1963 spielten die Oldenburger in der Fußball-Regionalliga Nord. Auch hier zeigte Dobat beim Startspiel seine Torgefahr. Beim 3:2-Heimerfolg am 11. August 1963 gegen den Gast VfB Lübeck erzielte er alle drei Tore. Am Rundenende stand der VfB auf dem siebten Tabellenrang. Das zweite Regionalligajahr verlief für seine Mannschaft schlechter, sie mussten sich mit dem 13. Rang begnügen. Persönlich erlebte Dobat aber zwei „Auszeichnungen“: Am 27. Oktober 1964 vertrat er die Farben von Norddeutschland beim Repräsentativspiel in Aalborg gegen Jütland. Zum 4:2-Erfolg der NFV-Auswahl steuerte er drei Treffer neben den Mitspielern Horst Schnoor (Tor), Sepp Piontek, Peter Kaack und Winfried Mittrowski aus der Bundesliga bei. Zum 60. Geburtstag führte der Norddeutsche Fußball-Verband im April 1965 in Hamburg am Rothenbaum das reizvolle Spiel „Bundesliga Nord“ gegen „Regionalliga Nord“ durch. Klaus-Peter Kirchrath betreute die Mannschaft der Regionalliga. Der Innensturm der Regionalliga-Auswahl mit Gerd Saborowski, Gerd Koll und Dobat hinterließen beim überraschenden 3:1-Erfolg der RL-Auswahl einen ausgezeichneten Eindruck. Im Sport-Magazin wird zum Spiel notiert, „dass die Zuschauer ein Klassespiel erlebt hätten, einen ausgezeichneten Fußballkampf mit herrlichen Zügen, packenden Torszenen und brillanten Toren; die Vertragsspieler aus den Regionalligaklubs siegten verdient 3:1.“ In der Regionalliga Nord absolvierte Dobat insgesamt 65 Spiele und erzielte 37 Tore für die Oldenburger.

### Bundesliga und Regionalliga Süd, bis 1969
1965 wechselte er zum Bundesligisten Karlsruher SC. Am ersten Spieltag der Serie 1965/66 debütierte der Neuzugang aus Oldenburg bei der 0:2-Auswärtsniederlage bei Tasmania Berlin in der Bundesliga. Unter den Trainern Helmut Schneider (bis 18. Oktober 1965) und Werner Roth konnte die Mannschaft aus dem Wildparkstadion knapp mit 24:44 Punkten die Klasse halten. Dobat hatte in 27 Spielen sieben Tore erzielt und hatte wie die beiden weiteren Neuzugänge Helmut Kafka und Walter Rauh die Erwartungen erfüllt. Die total negative Auswärtsbilanz von 2:32 Punkten hatte ein besseres Abschneiden verhindert. In seinem zweiten Jahr in Karlsruhe, 1966/67, löste der französische „Fußball-Professor“ Paul Frantz mit dem 2. November 1966 Werner Roth ab und führte den KSC mit 31:37 Punkten auf den respektablen 13. Tabellenplatz. Dobat gehörte mit 25 Spielen und sechs Toren neben Willi Dürrschnabel, Klaus Zaczyk, Horst Wild, Hans Cieslarczyk, Dragoslav Šekularac und Christian Müller der KSC-Offensive an, welche 54 Tore erzielte und damit in Verbindung mit der Qualität der Defensivakteure Siegfried Kessler (TH), Eugen Ehmann, Jupp Marx, Jürgen Weidlandt und Helmut Kafka zu Siegen gegen den VfB Stuttgart (4:1), MSV Duisburg (1:0/3:0), FC Schalke 04 (1:0/3:1), Fortuna Düsseldorf (3:2), Werder Bremen (3:0), 1860 München (3:1) und Eintracht Braunschweig (3:0) kommen konnte. Nach dieser guten Runde erlebte Dobat aber 1967/68 mit 17:51 Punkten einen frustrierenden Abstieg. Mit 3:31 Punkten in den Auswärtsspielen – Dobat absolvierte 20 Spiele und erzielte drei Tore – führte der Weg der Badener in die Regionalliga Süd. Sein letztes Bundesligaspiel bestritt Dobat am 25. Mai 1968 beim 1:1-Auswärtsremis gegen den 1. FC Kaiserslautern. Beim Meisterschaftserfolg des KSC 1968/69 in der Fußball-Regionalliga Süd kam der Mann aus Norddeutschland nur noch in sieben Spielen zum Einsatz. Sein letztes Regionalligaspiel bestritt er am 23. März 1969 bei der 1:2-Niederlage bei den Stuttgarter Kickers. In der erfolglosen Aufstiegsrunde 1969 kam er nicht mehr zum Einsatz. Ende der Saison 1969/70 verließ Dobat die Karlsruher. Dobat kam zu 72 Bundesligaeinsätzen mit 16 Toren und 7 Regionalligaeinsätzen für den KSC. Ebenfalls wurde er für die Karlsruher fünfmal im DFB-Pokal eingesetzt.
Er spielte danach noch für den FC Rastatt 04. Mit den Gelb-Schwarzen vom Münchfeldstadion wurde er 1971/72 Meister in der 1. Amateurliga Südbaden, scheiterte aber mit seinen Mannschaftskollegen in der Aufstiegsrunde zur Regionalliga Süd. Für die Vertretung von Südbaden war er auch am 9. Oktober beziehungsweise am 20. November 1971 in den zwei Spielen gegen Hamburg im Wettbewerb des Länderpokals im Einsatz.